# Episodi di Teen Wolf (quinta stagione)
La quinta stagione della serie televisiva Teen Wolf, composta da 20 episodi, è stata trasmessa sul canale statunitense MTV in due parti separate: la prima metà della stagione è andata in onda dal 29 giugno al 24 agosto 2015, mentre la seconda è andata in onda dal 5 gennaio all'8 marzo 2016.
In Italia, la stagione è andata in onda sul canale satellitare Fox dal 2 febbraio al 14 giugno 2016. È stata trasmessa in chiaro su Rai 4 in due parti separate: la prima metà è stata trasmessa dall'8 gennaio al 5 febbraio 2018, mentre la seconda metà è stata trasmessa dal 4 al 25 giugno 2018.
A partire da questa stagione entra nel cast principale Dylan Sprayberry. Al termine di questa stagione esce dal cast principale Arden Cho. Crystal Reed ricompare come guest star.
Gli antagonisti della stagione sono i Dottori del Terrore, Theo Raeken, la Lupa del Deserto e La Bête du Gévaudan.
| nº            | Titolo originale          | Titolo italiano           | Prima TV USA     | Prima TV Italia  |
| Prima parte   | Prima parte               | Prima parte               | Prima parte      | Prima parte      |
| ------------- | ------------------------- | ------------------------- | ---------------- | ---------------- |
| 1             | Creatures of the Night    | Creature della notte      | 29 giugno 2015   | 2 febbraio 2016  |
| 2             | Parasomnia                | Sospetti                  | 30 giugno 2015   | 9 febbraio 2016  |
| 3             | Dreamcatchers             | Acchiappasogni            | 6 luglio 2015    | 16 febbraio 2016 |
| 4             | Condition Terminal        | Chimere                   | 13 luglio 2015   | 23 febbraio 2016 |
| 5             | A Novel Approach          | Predizioni                | 20 luglio 2015   | 1º marzo 2016    |
| 6             | Required Reading          | Lettura obbligatoria      | 27 luglio 2015   | 8 marzo 2016     |
| 7             | Strange Frequencies       | Strane sequenze           | 3 agosto 2015    | 15 marzo 2016    |
| 8             | Ouroboros                 | Uroboro                   | 10 agosto 2015   | 22 marzo 2016    |
| 9             | Lies of Omission          | Omettere la verità        | 17 agosto 2015   | 29 marzo 2016    |
| 10            | Status Asthmaticus        | Perdere il branco         | 24 agosto 2015   | 5 aprile 2016    |
| Seconda parte |                           |                           |                  |                  |
| 11            | The Last Chimera          | L'ultima chimera          | 5 gennaio 2016   | 12 aprile 2016   |
| 12            | Damnatio Memoriae         | Damnatio memoriae         | 12 gennaio 2016  | 19 aprile 2016   |
| 13            | Codominance               | La prova                  | 19 gennaio 2016  | 26 aprile 2016   |
| 14            | The Sword and the Spirit  | Riunire il branco         | 26 gennaio 2016  | 3 maggio 2016    |
| 15            | Amplification             | La fuga                   | 2 febbraio 2016  | 10 maggio 2016   |
| 16            | Lie Ability               | L'abilità di mentire      | 9 febbraio 2016  | 17 maggio 2016   |
| 17            | A Credible Threat         | La partita di beneficenza | 16 febbraio 2016 | 24 maggio 2016   |
| 18            | Maid of Gevaudan          | Il mistero rivelato       | 23 febbraio 2016 | 31 maggio 2016   |
| 19            | The Beast of Beacon Hills | La bestia di Beacon Hills | 1º marzo 2016    | 7 giugno 2016    |
| 20            | Apotheosis                | Insieme per sempre        | 8 marzo 2016     | 14 giugno 2016   |

## Creature della notte
- Titolo originale: Creatures of the Night
- Diretto da: Russell Mulcahy
- Scritto da: Jeff Davis

### Trama
Lydia è in stato confusionale all'Eichen House e, accanto al suo letto, un dottore le domanda che fine hanno fatto i suoi amici. La ragazza si riprende e cerca di scappare dall'ospedale, ma viene fermata. La storia torna indietro di alcuni mesi. Sulla città di Beacon Hills si abbatte una strana tempesta che mette fuori uso l'elettricità. Intanto, un lupo mannaro è alla ricerca di Scott e questa creatura sa controllare inspiegabilmente l'elettricità. Il nuovo lupo, dopo aver ferito Parrish, viene sconfitto da Scott ed è costretto a scappare. In aiuto del branco giunge un nuovo personaggio, Theo, un compagno delle elementari di Scott, tornato in città per unirsi al suo branco. Il lupo sconfitto torna dai Dottori del Terrore, i quali non accetteranno la sconfitta dell'uomo e lo uccidono. Dal corpo di quest'ultimo, una volta esalato l'ultimo respiro, esce uno stormo di corvi.
La puntata finisce con Lydia, legata in un letto di Casa Eichen, mentre viene interrogata da un uomo sulla fine dei suoi amici. Lei riesce a vedere cosa accadrà in futuro ai suoi amici e allora il dottore cerca di trapanarle la testa.
- Guest star: Melissa Ponzio (Melissa McCall), Linden Ashby (Sceriffo Stilinski), Ryan Kelley (Jordan Parrish), Tamlyn Tomita (Noshiko Yukimura), Cody Christian (Theo Raeken), Todd Stashwick (Henry Tate), Max Carver (Aiden Steiner), Ashton Moio (Donovan Donati), Gabriel Hogan (Belasko), Steven Brand (Gabriel Valack), Tom T. Choi (Ken Yukimura), Benita Robledo (Valerie Clark).
- Ascolti USA: telespettatori 1 527 000[2]

## Sospetti
- Titolo originale: Parasomnia
- Diretto da: Tim Andrew
- Scritto da: Jeff Davis

### Trama
Tracy, una studentessa del liceo di Beacon Hills, è a colloquio con Natalie Martin, la madre di Lydia. Tracy si confida con lei, raccontandole dei suoi incubi notturni che le fanno fare la pipì a letto, ma Natalie la rassicura dicendole che è solamente stress dovuto agli studi. Improvvisamente, Tracy vomita una sostanza scura e melmosa tra la quale vi sono anche delle piume di corvo.
La scena si sposta nello studio del dottor Deaton, dove quest'ultimo e Scott esaminano gli artigli della creatura sconfitta precedentemente: non sembrano appartenere ad un lupo mannaro, bensì ad un rapace.
È il primo giorno di scuola e Stiles rivela a Scott di avere dei dubbi su Theo, mentre invece Mason sembra essere ossessionato dai Berserker.
Tracy è in corridoio quando ha un'allucinazione: vede sbucare una di quelle creature con le maschere da un armadietto e strisciare verso di lei. Lydia la riporta alla realtà, ma Tracy si è di nuovo fatta la pipì addosso, ciò la imbarazza molto e Lydia la rassicura dicendole che ha un cambio da darle. Quando però si allontanano, sull'armadietto di Tracy ci sono dei graffi lasciati da artigli.
Negli spogliatoi, Theo cerca di fare buona impressione su Scott e Stiles raccontando un episodio avvenuto quando andavano a scuola insieme per provare la sua vera identità, ma Stiles ancora non gli crede poiché confrontando la firma del padre su una multa di otto anni prima e la firma del modulo di trasferimento di Theo nota delle diversità.
Lydia e Parrish vanno in camera di Tracy a controllare se vi siano dei particolari riconducibili ai suoi incubi notturni. Quando Parrish apre il lucernario trova uno stormo di corvi morti sul tetto, ma non dice nulla.
Stiles e Liam spiano Theo e lo seguono nel bosco fino al punto in cui, anni prima, la sorella di Theo era stata trovata morta per assideramento, dove Theo li scopre. Poco prima però Liam cade in una buca dove trova un ciondolo, ma lo lascia dov'è.
Liam raggiunge in seguito Mason a scuola pronto a raccontargli tutto, ma vengono attaccati da un lupo. Iniziano a scappare, ma poi Liam si trasforma, rivelandosi così agli occhi dell'amico. Il lupo poi fugge verso la foresta e si rivela essere Theo.
Parrish è rimasto tutta la sera fuori casa di Tracy per assicurarsi che tutto vada bene, ma non nota che la ragazza esce. Quando Tracy si risveglia si ritrova circondata dai Dottori del Terrore, che la trasformano in Kanima.
Theo si arrabbia con suo padre, poiché Stiles ha riconosciuto la differenza tra le due firme. Per evitare altri sospetti, il ragazzo decide di rompere la mano del padre come copertura.
- Guest star: Linden Ashby (Sceriffo Stilinski), Seth Gilliam (Alan Deaton), Ryan Kelley (Jordan Parrish), Cody Christian (Theo Raeken), Khylin Rhambo (Mason Hewitt), Susan Walters (Natalie Martin), Kelsey Chow (Tracy Stewart), Victoria Moroles (Hayden Romero), Tom T. Choi (Ken Yukimura), Michelle Clunie (Signora Finch), Salvator Xuereb (Signor Stewart).
- Ascolti USA: telespettatori 1 176 000[3]

## Acchiappasogni
- Titolo originale: Dreamcatchers
- Diretto da: Russell Mulcahy
- Scritto da: Talia Gonzalez e Bisanne Masoud

### Trama
Lo sceriffo Stilinski ha un appuntamento e poco prima di uscire dalla stazione di polizia viene ancora una volta minacciato da Donovan, che viene portato via dal suo avvocato, il padre di Tracy, e da due poliziotti. Mentre Donovan si trova in una macchina blindata per essere scortato in prigione, il furgone viene attaccato da Tracy, che è stata precedentemente trasformata in un Kanima dai Dottori del Terrore; in questo scontro uccide il padre e Donovan scappa. Nel frattempo Kira e Lydia impartiscono a Malia lezioni di guida e Lydia, indicando la strada a Malia, le conduce nel luogo dell'incidente. Viene subito informata la polizia e lo sceriffo Stilinski rinuncia al suo appuntamento. Lo sceriffo incarica Scott di ritrovare il fuggitivo e di consegnarglielo. Lui lo trova e glielo porta. Poco dopo Parrish scopre che Tracy ha ucciso anche il suo psichiatra. I ragazzi vanno a scuola e Scott e Stiles vengono informati che in una classe si trova anche Tracy che viene da loro catturata e portata dal dottor Deaton. Lì la ragazza riesce a scappare dopo aver immobilizzato il Dottor Deaton, Scott, Stiles e Malia. Quest'ultima è la prima a riprendersi e corre a catturare il Kanima, che si trova alla stazione di polizia. Kira e Lydia scoprono che Tracy crede di star sognando e che ha ucciso tutte le persone che hanno cercato di aiutarla con i suoi problemi di sonno, questo include anche la madre di Lydia, che è la prossima vittima. Lei si trova alla stazione di polizia impegnata in un appuntamento con il padre di Stiles. Le ragazze corrono lì e trovano il Kanima. Kira sarà impegnata in un combattimento con lei e si trasformerà. In seguito Tracy ferirà Lydia e porterà sua madre nei sotterranei. In quel momento arriva Malia che corre di sotto e convince Tracy che non sta sognando. Poi arrivano i Dottori del Terrore che uccidono la ragazza dicendole che la sua condizione sarà terminale, Malia li vede e rimane scioccata.
- Guest star: Linden Ashby (Sceriffo Stilinski), Seth Gilliam (Alan Deaton), Ryan Kelley (Jordan Parrish), Cody Christian (Theo Raeken), Khylin Rhambo (Mason Hewitt), Susan Walters (Natalie Martin), Ashton Moio (Donovan), Kelsey Chow (Tracy Stewart), Victoria Moroles (Hayden Romero), Tom T. Choi (Ken Yukimura), Michelle Clunie (Signora Finch), Salvator Xuereb (Signor Stewart), Benita Robledo (Valerie Clark), Cody Saintgnue (Brett Talbot).
- Ascolti USA: telespettatori 1 380 000[4]

## Chimere
- Titolo originale: Condition Terminal
- Diretto da: Bronwen Hughes
- Scritto da: Jeff Davis e Ian Stokes

### Trama
L'episodio ha inizio con Lydia e Parrish. Quest'ultimo si confida con lei raccontandole del sogno che continua a fare da 6 mesi: è nel bosco e porta in braccio il corpo di una persona irriconoscibile a causa delle bruciature. In seguito lo posa sul tronco di un albero tagliato che si scopre essere il Nemeton.
La scena seguente si ricollega all'episodio precedente e mostra Scott e gli altri che giungono alla centrale di polizia e scoprono il cadavere di Tracy. Malia spiega che l'hanno uccisa tre creature con le maschere e dalla forza sovrumana. Intanto Donovan viene rapito dai Dottori del Terrore che lo portano nel loro rifugio e iniziano la trasformazione del ragazzo.
Lydia, rimasta ferita dal Kanima, viene portata in ospedale.
Liam nella puntata precedente aveva notato che la collana che aveva trovato nella buca era la stessa di Tracy, perciò torna nel bosco con Mason e Brett, ma tutto ciò che scopre è che le buche potrebbero essere una sorta di tomba. Raggiunto l'ospedale, comunica la sua scoperta a Scott.
Deaton dichiara a Scott e Kira che la creatura uccisa all'inizio probabilmente è un mutaforma e ha il nome di Garuda (lupo mannaro con poteri di aquila). Inoltre dichiara che Tracy aveva gli artigli da lupo mannaro, ma anche squame e veleno da Kanima e poiché Tracy era riuscita a scappare dallo studio di Deaton nonostante prima avessero cosparso la polvere di sorbo (che non può essere oltrepassata da esseri sovrannaturali), Deaton deduce che Tracy non era una creatura dai poteri sovrannaturali: era stata creata. Scott parla a Deaton delle fosse trovate da Liam e il veterinario pensa che possano essere una sorta di incubatrice. Deaton dice inoltre ai ragazzi che se ne andrà per qualche giorno e che l'equilibrio tra scienza e sovrannaturale è in pericolo.
Lydia si risveglia e trova Parrish nella sua stanza. In seguito gli chiede se può insegnarle a combattere, dato che lui conosce il ju jitsu.
La scena si sposta su Donovan, ancora legato nel rifugio dei Dottori del Terrore. Gli si avvicina una figura: Theo. Quest'ultimo gli spiega che ora ha dei poteri e lo incoraggia a dare la caccia a una persona molto cara a Stilinski per creare dolore emotivo allo sceriffo.
Scott, Stiles, Kira e Malia scoprono che probabilmente Tracy era una Chimera, una creatura composta da parti incongrue.
Scott e Kira poi vanno in ospedale dove Melissa li porta da Corey, un ragazzo ferito gravemente ad un braccio. Gli esami dicono che è stato punto da uno scorpione, ma Melissa non è convinta. Corey dice che lo ha ferito un certo Lucas con un pungiglione.
Intanto Liam e Mason vanno al Sinema, un locale, dove incontrano anche Brett. Mason nota che un ragazzo continua a fissarli e chiede a Brett se lo conosce. Scopre così che si chiama Lucas.
Scott e Kira vanno al Sinema poiché Corey dice loro che Lucas lo avrebbe aspettato lì.
Intanto Mason e Lucas si sono appartati e mentre si baciano Lucas si trasforma, ma viene scaraventato via da Brett. Liam, Scott e Kira cercano di combatterlo e alla fine lo battono. Kira si trasforma e sta per uccidere Lucas, ma viene fermata da Scott. In quel momento arrivano le creature con le maschere antigas e uccidono Lucas dicendo che era in stato terminale.
Malia intanto trova un libro in camera di Tracy chiamato “I Dottori del Terrore”.
Il corpo di Lucas viene portato in ospedale, ma poco dopo Parrish lo recupera e lo porta al Nemeton, come nel suo sogno.
L'episodio si conclude con Donovan che arriva alle spalle di Stiles e appoggia la propria mano (sul palmo della quale vi è una bocca irta di denti aguzzi) sulla sua spalla.
- Guest star: Melissa Ponzio (Melissa McCall), Linden Ashby (Sceriffo Stilinski), Seth Gilliam (Alan Deaton), Ryan Kelley (Jordan Parrish), Cody Christian (Theo Raeken), Khylin Rhambo (Mason Hewitt), Susan Walters (Natalie Martin), Ashton Moio (Donovan Donati), Victoria Moroles (Hayden Romero), Todd Williams (Dottor Geyer), Benita Robledo (Valerie Clark), Michelle Clunie (Signora Finch), Michael Johnston (Corey Bryant), Cody Saintgnue (Brett Talbot), Eddie Ramos (Lucas).
- Ascolti USA: telespettatori 1 012 000[5]

## Predizioni
- Titolo originale: A Novel Approach
- Diretto da: Tim Andrew
- Scritto da: Angela L. Harvey

### Trama
Donovan attacca Stiles. Dopo vari inseguimenti e combattimenti Stiles uccide Donovan a scuola facendogli cadere delle travi addosso, una delle quali infilza il suo inseguitore. In seguito Stiles chiama il 911 ma non riesce a parlare. Arriva una macchina della polizia e il ragazzo si nasconde. Non vedendo nessuno e pensando si sia trattato di uno scherzo, l'agente va via. Stiles torna sul luogo dell'incidente ma non trova più il cadavere. Il ragazzo è sconvolto e presto viene cercato al telefono da Scott: lui e Kira sono nello studio di Deaton e hanno scoperto che qualcuno ha rubato il cadavere di Tracy e sanno della scomparsa del corpo di Lucas grazie a Melissa.
La scena successiva fa vedere chiaramente Parrish che porta al Nemeton il cadavere di Donovan.
Malia mostra il libro trovato da Tracy a Lydia e scoprono che la trama è praticamente uguale a quello che stanno vivendo loro ora: persone sparite e seppellite che poi riprendono vita e causano terrore secondo il volere di dottori della parascienza. Inoltre il libro non ha una fine, il che lascia immaginare che vi sia un secondo libro oppure che esso sia una predizione. Kira e Scott però non credono siano stati proprio i Dottori del Terrore a rubare i cadaveri. Sulla pagina dei ringraziamenti del libro i ragazzi scoprono il nome di Valack (l'uomo con i tre occhi) e decidono di andare da lui.
La scena successiva mostra Theo che dice ai Dottori del Terrore che il piano del libro ha funzionato.
Scott, Stiles, Kira e Lydia vanno all'Eichen House, ma Kira e Scott sono costretti a rimanere indietro a causa della polvere di sorbo. Parlando con il Dr. Valack, Stiles e Lydia scoprono che è stato lui a scrivere il libro poiché nessuno gli credeva. Lui chiede a Lydia di registrarsi mentre urla in cambio di informazioni. Intanto Scott dice a Kira che Stiles e Lydia sono una bella coppia e che Stiles è ancora innamorato di lei, improvvisamente Kira è colpita da numerose da scariche elettriche senza sapere perché. Il Dr. Valack dice che la Kitsune sta eliminando le difese dell'edificio (tra cui l'energia elettromagnetica) e che “loro lo sapevano e sarebbero arrivati”.
Intanto Theo fa esercitare Malia con la guida, ma la ragazza ha di nuovo visioni sull'incidente di quand'era piccola ed è costretta a fermarsi. Inoltre scopre che la Lupa del Deserto era presente la notte dell'incidente.
I Dottori del Terrore fanno il loro ingresso ad Eichen House e si dirigono nel reparto dove si trovano i ragazzi. Il Dr. Valack informa Stiles e Lydia che leggere il libro potrebbe aprire loro la mente e in cambio Lydia registra il suo urlo.
Le creature mascherate arrivano e i ragazzi si nascondono, compreso Scott che prende in braccio Kira, priva di sensi e ancora circondata da scariche elettriche e la porta fuori dall'edificio.
I Dottori del Terrore privano il Dr. Valack del terzo occhio e se ne vanno.
Il Dr. Valack mette il registratore dentro un bicchiere e lo appoggia contro il muro. L'urlo banshee parte e il vetro della cella si incrina.
- Guest star: Cody Christian (Theo Raeken), Ashton Moio (Donovan Donati), Steven Brand (Gabriel Valack), John Posey (Conrad Fenris), Benita Robledo (Valerie Clark).
- Ascolti USA: telespettatori 1 263 000[6]

## Lettura obbligatoria
- Titolo originale: Required Reading
- Diretto da: Alice Troughton
- Scritto da: Jeff Davis e Ian Stokes

### Trama
Scott si trova per terra su un corridoio dell'ospedale e sta cercando di raggiungere il suo inalatore per l'asma, ma viene attaccato da un Dottore del Terrore. Presto in suo aiuto arrivano Malia, che attacca la creatura, e Melissa che si precipita da Scott. Infine tutti e tre si salvano entrando nell'ascensore. Lì Scott dice che non avrebbero mai dovuto leggere il libro, il che fa pensare che questa scena sia un flash-forward, ovvero un'anticipazione su ciò che avverrà in futuro.
La scena mostra la polizia sul campo di lacrosse che controlla otto buche scavate, uguali a quelle trovate da Liam nel bosco. Lo sceriffo, Malia e Stiles ragionano sul fatto che probabilmente vi sono undici chimere, tre delle quali sono Donovan, Lucas e Tracy, che hanno tutte qualcosa in comune e non sono state scelte a caso.
Parrish aiuta Lydia con la difesa personale e finiscono quasi col baciarsi, ma Lydia ha una visione e si allontana da lui. Quando è in compagnia di Scott, Stiles, Theo, Malia e Kira dice loro che guardando la copertina del libro trovato da Tracy le sono tornate in mente le scene dove veniva operata dai Dottori del Terrore. I ragazzi iniziano a leggere il libro sperando di avvertire qualcosa, ma senza successo.
Liam torna al Sinema per ridare dei soldi a Hayden, una ragazza che conosce dalle medie che ha picchiato involontariamente durante una rissa e che ora lavora nel locale.
Quando tutti i ragazzi si addormentano, Theo registra Kira parlare giapponese nel sonno.
Lydia e Theo, durante il corso di scienze, iniziano a pensare che Sidney, una loro compagna, possa essere una chimera. Quando la ragazza decide di abbandonare l'aula, Lydia la segue e Sidney le confida che perde capelli da circa tre anni a causa dello stress. Lydia si avvicina per osservare meglio, ma ha una visione e sviene. Lydia sogna di trovarsi all'Eichen House e di vedere sua nonna in una vasca con una tempia trapanata circondata da Natalie e da un infermiere. La madre ripete più volte a Lydia che sarebbe dovuta restare in macchina.
Intanto Mason spiega a Kira che probabilmente non riesce a leggere il libro perché è pieno di frasi a trabocchetto che confondono lo spirito della volpe che è in lei.
Scott, mentre parla con la professoressa del corso di scienze, ha un attacco d'asma e una visione su quando era piccolo. Per fortuna Liam arriva con un inalatore.
Lydia scopre che la scena che ha visto all'Eichen House non è un suo ricordo, ma quello di qualcun altro.
Theo parla a Scott della registrazione che ha fatto a Kira e gli dice che è riuscito a tradurre la frase. Letteralmente è “io sono il messaggero della morte”. Scott non sa se può fidarsi ancora di lei.
Lydia e Stiles sono in un reparto dell'ospedale perché Lydia cerca di scoprire qualcosa in più su quello che sente, ma la luce non si accende. Stiles va a chiedere aiuto e Melissa gli spiega che nell'ultima ora in quel piano ci sono stati dei problemi. Stiles prende l'ascensore, ma improvvisamente vede una donna in camice dietro di lui e quando scende dall'ascensore, lui la segue.
Scott e Theo intanto si recano nel seminterrato della scuola, da dove provengono delle misteriose scariche elettriche. All'inizio pensano che sia Kira, ma dopo capiscono che è opera di una chimera.
Lydia, rimasta sola nel reparto buio, sente delle voci che sembrano pronunciare il nome di Hayden.
Liam raggiunge un'altra volta Hayden al locale e scopre tramite un trucco che gli occhi di lei sono come fluorescenti.
Stiles continua a seguire la donna fin sul tetto dell'ospedale dove viene raggiunto anche dal padre. La donna si rivela essere sua madre che vuole suicidarsi e continua a dire che Stiles la vuole uccidere. Quando lo vede, la donna si avventa su di lui e inizia a picchiarlo, poi però si trasforma in quello che sembra essere un lupo mannaro.
Intanto in ospedale arrivano Scott, Theo e Malia. Theo soccorre Stiles e Scott, rimasto solo, viene attaccato dal Dottore del Terrore, come all'inizio della puntata.
Theo riesce ad uccidere il lupo mannaro e prega Stiles di non dire niente. Quando Stiles chiede perché, Theo risponde di sapere di Donovan e di non averlo detto a nessuno.
- Guest star: Melissa Ponzio (Melissa McCall), Linden Ashby (Sceriffo Stilinski), Ryan Kelley (Jordan Parrish), Cody Christian (Theo Raeken), Khylin Rhambo (Mason Hewitt), Susan Walters (Natalie Martin), Victoria Moroles (Hayden Romero), Benita Robledo (Valerie Clark), Michelle Clunie (Signora Finch), Cody Saintgnue (Brett Talbot), Steele Gragnon (Scott da giovane), Henry Zaga (Josh), Joey Honsa (Claudia Stilinski).
- Ascolti USA: telespettatori 1 137 000[7]

## Strane sequenze
- Titolo originale: Strange Frequencies
- Diretto da: Russell Mulcahy
- Scritto da: Angela L. Harvey

### Trama
Stiles e Theo sono sul tetto dell'ospedale con il cadavere. Quando sentono la sirena della polizia decidono di far sparire il corpo.
Liam decide di mostrare la sua vera natura a Hayden, ma lei rimane scioccata, gli sferra un pugno e scappa con la sua auto. Ad un certo punto l'auto si ferma e la chiude dentro mentre tre Dottori del Terrore si avvicinano a lei. Fortunatamente Liam sopraggiunge, scoperchia la macchina e aiuta Hayden a scappare.
Stiles e Theo mostrano il cadavere a Scott che lo riconosce subito: era Josh, un ragazzo del terzo anno.
Mentre Theo rimane con il corpo di Josh per cercare di cogliere sul fatto il ladro di cadaveri, Stiles e Scott si recano a casa di Liam, dove Hayden si è chiusa in bagno terrorizzata. Quando apre la porta i ragazzi la vedono trasformata in chimera.
Durante un'esercitazione, la madre di Kira rischia il peggio quando la volpe prende il sopravvento sulla ragazza.
Intanto Mason incontra Corey, il ragazzo ferito da Lucas, in biblioteca. Corey gli chiede se Lucas gli aveva detto qualcosa a proposito di lui, ma Mason gli dice di no. Corey se ne va subito dopo e Mason nota che stava consultando un libro, “guarigioni miracolose”.
I ragazzi decidono di aiutare Hayden tenendola al sicuro a scuola, ma Kira preferisce non fare nulla, perché ha paura di complicare le cose come all'Eichen House.
I genitori di Kira non trovano la figlia in camera, solamente un messaggio lasciato da lei scritto con gli spilli: 115.
A scuola Liam scopre che Scott e gli altri stanno usando Hayden come esca per catturare un Dottore del Terrore.
Parrish, dopo aver avuto una visione su lui e Lydia, mette in moto la macchina. Malia se ne accorge, ma mentre sta per andare a vedere, una morsa la intrappola. In quel momento fanno ingresso tre Dottori del Terrore.
Melissa e Stilinski scoprono che Donovan ,Tracy e Lucas erano accomunati dal fatto che tutti e tre possedevano due tipi di DNA.
Mentre Scott va a prendere delle pillole per Hayden nel suo armadietto, viene attaccato da Kira che lo trafigge con la sua spada e prova a strangolarlo dicendo di essere il Messaggero della Morte.
Lydia va a cercare Scott, ma viene chiamata improvvisamente da Tracy, che le chiede di urlare e poi le strappa la lingua facendola cadere giù dalle scale, dopodiché si "risveglia" sul pavimento sudata e capisce che è stata una visione.
Stiles e Theo sono in macchina che ancora aspettano che il ladro di cadaveri venga allo scoperto, quando qualcuno improvvisamente stende con un pugno di fuoco Theo e ribalta la macchina incendiandola e facendo perdere i sensi a Stiles: si scopre subito dopo che si tratta di Parrish.
Poco dopo Theo si riprende e salva Stiles.
Mason riesce a svegliare Scott, che capisce che il suo è solo stato un sogno, e gli dice di aver scoperto un'altra chimera: Corey.
I ragazzi si accorgono che Hayden e Liam sono scomparsi: infatti sono stati rapiti dai Dottori del Terrore.
L'episodio si conclude con Melissa che torna a casa e ritrova sul tavolo da pranzo un cadavere infilzato con una spada.
- Guest star: Melissa Ponzio (Melissa McCall), Linden Ashby (Sceriffo Stilinski), Ryan Kelley (Jordan Parrish), Tamlyn Tomita (Noshiko Yukimura), Cody Christian (Theo Raeken), Khylin Rhambo (Mason Hewitt), Kelsey Chow (Tracy Stewart), Victoria Moroles (Hayden Romero), Tom T. Choi (Ken Yukimura), Benita Robledo (Valerie Clark), Michael Johnston (Corey Bryant), Henry Zaga (Josh).
- Ascolti USA: telespettatori 1 092 000[8]

## Uroboro
- Titolo originale: Ouroboros
- Diretto da: David Daniel
- Scritto da: Will Wallace

### Trama
Deaton e un altro uomo si addentrano in una specie di laboratorio abbandonato dove gli uomini mascherati svolgevano i loro primi esperimenti. Lì Deaton trova un dente e subito dopo decide che è meglio andare, ma in quel momento fa il suo ingresso una donna: la Lupa del Deserto. Scott e Malia vanno nel bosco per cercare di rintracciare Liam e Hayden.
Lo sceriffo va a casa di Melissa e trova il corpo della ragazza uccisa nella cucina. La spada conficcata gli fa pensare che sia stata Kira.
Una agente trova Kira per strada in stato confusionale, la ragazza sale nella macchina della polizia credendo di ricevere un passaggio a casa, ma quando è dentro l'agente l'ammanetta e avverte la centrale di avere recuperato la sospettata. In centrale accorrono i genitori di Kira e il padre si consegna alla polizia dicendo che è stato lui ad uccidere la ragazza per legittima difesa. Kira inoltre non ricorda nulla, come se fosse stata "sonnambula".
Liam e Hayden tentano di liberarsi ma i Dottori del Terrore sopraggiungono e iniettano loro qualcosa.
L'agente Clark interrompe lo sceriffo e Melissa per dire che è riuscita probabilmente a rintracciare chi avrebbe potuto fare lo scherzo telefonico al 911. I sospettati sono Theo e Stiles.
Scott conficca le unghie nel collo di Corey per guardare nei suoi ricordi e lo vede in compagnia dei Dottori del Terrore nel loro rifugio, così descrive il luogo agli amici. Arrivano alla conclusione che si tratta dell'impianto del trattamento acque e sanno che lì troveranno Liam e Hayden.
Questi ultimi si risvegliano in una specie di cella, ma non sono soli: con loro c'è un ragazzo, Zach, che chiede loro di dare un'occhiata alla sua schiena perché i Dottori del Terrore gli hanno tolto qualcosa, ma non sa cosa. Alzando la maglietta gli altri due ragazzi vedono come due ali recise.
Gli altri si dividono: Scott, Mason e Malia vanno a cercare Liam e Hayden, mentre Lydia, Stiles, Corey e Theo rimangono a casa di Scott.
Intanto a casa di Kira la madre le consiglia di leggere il libro al contrario per non confondere la volpe e in effetti così facendo la ragazza riesce a ricordare l'incontro avuto con i Dottori del Terrore.
Zach viene portato via dai Dottori perché ha iniziato a perdere una sostanza argentea dal naso (segno che l'esperimento è fallito completamente).
Alcuni agenti rimangono di guardia all'ospedale dopo averci portato il cadavere della ragazza. Improvvisamente però vengono attaccati da qualcosa.
Mentre Scott, Malia e Mason continuano a girare l'impianto senza successo, Theo raggiunge la cella e riesce a liberare Liam e Hayden.
Parrish dice allo sceriffo di andare da suo figlio, che secondo lui è il sospettato della vicenda. Stiles raggiunge il padre dicendo che il cadavere della ragazza è scomparso.
Sulla strada del ritorno in macchina di Theo, Liam e Hayden si baciano e così facendo Liam fa svanire il dolore che la ragazza provava a causa di un taglio sulla pancia.
Kira dice a Scott che non può più rimanere per paura di fare male a qualcuno, così parte con i suoi genitori in cerca di risposte.
Stiles confida a Lydia che secondo lui è Parrish che ruba i cadaveri e la ragazza conferma dicendo che sa dove li sta portando.
La Lupa del Deserto chiede a Deaton di sua figlia, ma il veterinario dice di non sapere niente su di lei. La Lupa afferma che se la ragazza è ancora viva dovrà ucciderla di nuovo.
- Guest star: Melissa Ponzio (Melissa McCall), Linden Ashby (Sceriffo Stilinski), Seth Gilliam (Alan Deaton), Ryan Kelley (Jordan Parrish), Tamlyn Tomita (Noshiko Yukimura), Cody Christian (Theo Raeken), Khylin Rhambo (Mason Hewitt), Marisol Nichols (Corinne, la Lupa del Deserto), Victoria Moroles (Hayden Romero), Peter Katona (Vadim), Tom T. Choi (Ken Yukimura), Benita Robledo (Valerie Clark), Ben Stillwell (Zach), Michael Johnston (Corey Bryant).
- Ascolti USA: telespettatori 1 104 000[9]

## Omettere la verità
- Titolo originale: Lies of Omission
- Diretto da: Tim Andrew
- Scritto da: Eric Wallace

### Trama
Scott fa un riassunto degli ultimi cinque giorni: l'asma gli è tornata, Deaton è ancora disperso, non ha ancora sentito Kira, non sa cosa fare, i ragazzi non parlano tra loro, Stiles e Lydia sono alla ricerca del Nemeton e le Chimere sembrano stare bene.
Theo è nel laboratorio dei Dottori mentre questi ultimi sono impegnati con un altro ragazzo. Lì si scopre che Theo vuole Hayden viva e vuole diventare un alpha, come gli era stato promesso. I Dottori ribattono che non gli è stato promesso niente e continuano a parlare del perigeo lunare della superluna.
Mentre Liam e Hayden si stanno baciando, il mercurio (la sostanza argentea che definisce il fallimento dell'esperimento) inizia a scorrerle dal naso.
Corey inizia a vomitare mercurio a scuola e viene portato subito in ospedale. Si scopre inoltre che la superluna sarà il giorno seguente.
Theo racconta a Scott di Stiles e Donovan, ma non fa passare l'accaduto come un incidente, cosa che in realtà è stata davvero.
Durante la lezione di storia Malia vede una ragazza, Beth, che sta cercando su internet notizie sul perigeo lunare. Quando la ragazza si stacca un'unghia con la bocca ed esce dalla classe, Malia la segue, ma viene scaraventata da Beth sugli armadietti. Quando Malia si rialza e raggiunge nuovamente la ragazza, vede che è intrappolata da un Dottore del Terrore e in seguito viene uccisa.
Theo e Scott raggiungono l'ospedale e lì scoprono che Corey è scomparso e lo stanno cercando. Corey però è introvabile dal momento che ha la capacità di rendersi invisibile. Un Dottore del Terrore però riesce ugualmente a scovarlo e lo uccide, diventando subito dopo invisibile anch'esso.
Lydia, decisa a dire a Parrish che è lui il ladro di cadaveri, lo porta nel bosco per rintracciare il Nemeton. Dopo vari tentativi lo trovano e Parrish dice di aver portato lì centinaia di corpi. In seguito si costituisce alla centrale e si chiude in una cella.
Theo racconta a Stilinski la vicenda di Donovan con lui come protagonista anziché Stiles.
Liam e Hayden rubano dei soldi al Sinema per poi scappare, ma vengono attaccati da un Dottore del Terrore. Sopraggiungono in loro aiuto Scott e Theo. Lì il Dottore dice a Theo che ha tempo fine al perigeo lunare, e Liam vede un altro Dottore iniettare qualcosa nel collo di Hayden. Scott chiede agli altri di seguirlo fino alla clinica veterinaria. Lì fuori Scott e Stiles parlano di Donovan, ma si fraintendono a loro insaputa: infatti Scott ne parla in base a ciò che gli è stato raccontato da Theo, mentre Stiles ne parla in base a ciò che è successo veramente. Scott consiglia a Stiles di parlarne con suo padre e poi entra nella clinica, lasciandolo solo sotto la pioggia. Liam chiede a Scott di dare il morso a Hayden per salvarla, ma Scott si rifiuta.
- Guest star: Linden Ashby (Sceriffo Stilinski), Ryan Kelley (Jordan Parrish), Cody Christian (Theo Raeken), Khylin Rhambo (Mason Hewitt), Susan Walters (Natalie Martin), Victoria Moroles (Hayden Romero), Benita Robledo (Valerie Clark), Ben Stillwell (Zach), Michael Johnston (Corey Bryant), Lexi Ainsworth (Beth).
- Ascolti USA: telespettatori 1 100 000[10]

## Perdere il branco
- Titolo originale: Status Asthmaticus
- Diretto da: Russell Mulcahy
- Scritto da: Jeff Davis e Ian Stokes

### Trama
Liam, Scott, Theo, Mason e Melissa portano Hayden alla clinica veterinaria per cercare di curare la ragazza che continua a peggiorare a causa del mercurio iniettatole dai Dottori del Terrore.
Per conquistare più fiducia da parte di Scott, Theo si offre di aiutarlo a chiarire con Stiles, ma prima di andare da lui, incontra Malia in una grotta offrendole di insegnarle a prendere forma animale durante la trasformazione, come fa lui.
Nel frattempo, Lydia cerca di capire come mai Parrish ha questo strano istinto di rubare le Chimere e portarle al Nemeton, così si reca in biblioteca e capisce che i poteri di Parrish riguardano la creatura nota come "segugio infernale".
Mentre legge il libro, Lydia viene trovata da Theo che la colpisce facendole perdere i sensi.
Intanto, Scott viene avvisato da un messaggio da Lydia di incontrarsi in biblioteca, così si reca lì mentre Melissa, Mason e Liam portano Hayden in ospedale per avere qualche possibilità in più di salvarla.
Si scopre che anche Malia è stata rinchiusa nei sotterranei della scuola da Theo e che deve combattere con un'altra Chimera.
Scott arriva in biblioteca ma non trova Lydia, bensì il suo cellulare. Girandosi trova Theo mentre chiude il cerchio con il Sorbo; lui gli dice che lui è sempre stato la prima Chimera, un incrocio tra lupo mannaro e coyote, e che ora cambierà tutto.
Scott cerca di superare il Sorbo, ma viene attaccato da Liam che, sotto gli effetti della "Superluna", vuole ucciderlo per vendicarsi di Hayden.
Stiles si reca in centrale per dichiarare al padre quello che aveva fatto, ma Parrish riesce ad uscire dalla cella e a prendere le altre Chimere morte.
Proprio mentre Stiles cerca di seguirlo, si presenta Theo che ammette le sue vere intenzioni, con l'intento di provocarlo in modo che Stiles lo picchi, per poi dirgli di scegliere se salvare suo padre, lo sceriffo Stilinski, o Scott.
La lotta tra Scott e Liam continua, ma Scott decide di non reagire contro il ragazzo, nonostante gli spieghi che le intenzioni di Theo sono quelle di rubare il titolo di Alfa che Liam avrebbe preso a Scott nel momento in cui l'avesse ucciso.
Mason arriva in biblioteca appena in tempo per avvisare Liam che Hayden è morta, e questo si precipita in ospedale.
Theo raggiunge Scott e lo uccide infilzandogli gli artigli nell'addome.
Melissa raggiunge Scott e Mason che sono rimasti in biblioteca, così fa un massaggio cardiaco a Scott, il quale si risveglia ruggendo. Nel frattempo Stiles, precedentemente provocato da Theo, sceglie di salvare il padre ed è così che si reca da lui, trovandolo a terra insanguinato ma ancora cosciente.
L'episodio finisce con Theo che prende una siringa piena di una sostanza verde e porta Lydia davanti al Nemeton pieno di cadaveri. Ad alcuni di questi (Tracy, Corey, Josh e Hayden) inietta un po' della sostanza e di colpo tornano in vita, non capendo cosa stia succedendo, fino a quando Theo non dice loro di essere il loro Alfa (ovvero il loro leader→Capobranco)
- Guest star: Melissa Ponzio (Melissa McCall), Linden Ashby (Sceriffo Stilinski), Ryan Kelley (Jordan Parrish), Cody Christian (Theo Raeken), Khylin Rhambo (Mason Hewitt), Kelsey Chow (Tracy Stewart), Victoria Moroles (Hayden Romero), Meagan Tandy (Braeden), Benita Robledo (Valerie Clark), Michael Johnston (Corey Bryant), Henry Zaga (Josh), Jordan Fisher (Noah Patrick), Shannon McClung (Dispatcher Patterson), Aaron Thornton (Agente Strauss).
- Ascolti USA: telespettatori 958 000[11]

## L'ultima chimera
- Titolo originale: The Last Chimera
- Diretto da: Russell Mulcahy
- Scritto da: Jeff Davis

### Trama
In un imprecisato momento nel futuro, Lydia si trova ad Eichen House con il Dottor Valack che le ha trapanato la testa e la sta guidando in una sua visione. Mentre Lydia nuota nel torrente dove la sorella di Theo è morta per ipotermia, quest'ultima emerge improvvisamente e mostra un'apertura nel petto. Valack capisce, quindi, che Theo voleva il cuore della sorella per diventare la prima chimera biologica e l'ha lasciata in acqua gelida per preservare l'organo il più a lungo possibile. I Dottori del Terrore, poi, effettuano il trapianto su di lui.
I Dottori, parascienziati che hanno prolungato la loro stessa vita, hanno compiuto con Theo il loro primo passo verso la realizzazione del killer perfetto.
Nel presente, lo Sceriffo Stilinski viene portato in ospedale con Stiles a causa di gravi ferite interne. Nel frattempo, mentre Scott medica la ferita subita nella biblioteca, con grande fatica riesce ad accendere di rosso i suoi occhi, per poi vederli tornare normali pochi istanti dopo. Sviene nel corridoio. Parrish si risveglia alla guida di un SUV e riesce a frenare, evitando incidenti. Telefona l'ufficiale Clark per dirle che Lydia è scomparsa, poi la ritrova nel bosco, catatonica. Lydia, con le unghie, aveva disegnato su un masso di pietra il distintivo dello Sceriffo come avvertimento.
Parrish sveglia Scott e, insieme, portano Lydia all'ospedale. Lì, Scott osserva lo Sceriffo attraverso i vetri ma sopraggiunge Stiles che, non contento del suo arrivo, lo aggredisce e lo incolpa di essersi fidato di Theo. Al piano di sotto, Natalie Martin accarezza sua figlia. Sopraggiunge Stiles per chiederle di controllare il collo di Lydia, ma questa sembra non ascoltare e gli chiude la porta in faccia, cacciandolo. In seguito, la donna nota delle profonde ferite dietro la testa di sua figlia, dovute ai tentativi di Theo di leggere i suoi ricordi.
Stiles è a casa di Scott, seduto sulle scale. Lì incontra Theo mentre Scott ascolta la loro conversazione, nascosto. Gli dice che suo padre è stato avvelenato e chiede che cosa gli stia succedendo. Theo si giustifica in modo evasivo, spiegando che non è lui il cattivo della situazione. Inoltre, rivela di essere a conoscenza della vera natura di Parrish e di aver traumatizzato Lydia per trovare il Nemeton nei suoi ricordi. Stiles lo aggredisce e viene spinto con forza contro le scale, contro cui batte la testa e sviene all'istante, mentre Theo se ne va.
All'ospedale, Natalie Martin firma i documenti per il trasferimento di Lydia ad Eichen House. Parrish la osserva, deluso, salire in ambulanza con sua figlia e promette di tirarla fuori di lì, anche a costo di sfondare le mura. All'interno dell'ambulanza vi è il dottor Valack.
Liam e Mason indagano su Hayden, chiedendo al Dott. Geyer (patrigno di Liam) se sia arrivato un cadavere in ospedale ma la risposta è negativa. Capiscono che per trovarla, devono trovare il Nemeton.
Stiles si risveglia e chiede a Scott se avesse notato qualcosa di strano nella conversazione con Theo. Scott spiega che quando Stiles ha menzionato l'avvelenamento di suo padre, il battito di Theo è diventato irregolare. Da questo si capisce che Theo era realmente sorpreso alla notizia, e che dunque non è stato lui ad avvelenarlo ma un'altra chimera. Entrambi vanno alla ricerca della chimera realmente responsabile, aiutati da Malia.
Liam e Mason, aiutati da una mappa di correnti telluriche, intanto, trovano il Nemeton nella Riserva di Beacon Hills. Il corpo di Hayden non è lì.
Intanto, un ragazzo di nome Noah, corre disperato guardando continuamente indietro, come se qualcuno lo stesse inseguendo. Noah è un Berserker creato dai Dottori del Terrore, che ora lo stanno cercando. Malia, Scott e Stiles lo trovano fortuitamente mentre sta scappando e lo aiutano a fuggire rallentando i Dottori, con il supporto
di Chris Argent. Stiles e Noah arrivano davanti ad un cancello chiuso, e così, quest'ultimo fa crescere sulle sue braccia due grosse punte velenose che lo aprono. Stiles nota che una delle due punte è scheggiata e ricoperta di sangue.
In ospedale, Melissa informa il dottor Geyer che lo Sceriffo sta subendo un avvelenamento dovuto a corpi estranei presenti nell'organismo. Per quanto insensata la cosa possa sembrare, gli dice che deve assolutamente operarlo di nuovo e rimuovere le schegge velenose.
I ragazzi sopraggiungono in ospedale e lo Sceriffo è guarito.
Mentre Theo e Hayden cercano Noah, il ragazzo Berserker, Hayden nota un simbolo inciso nel metallo da Scott, una promessa di riunificazione.
Nel futuro, ad Eichen House, Lydia e il dottor Valack sentono qualcuno arrivare. Theo e il suo branco sono lì per Lydia, per usarla ed arrivare a Parrish, il segugio infernale. Mentre entrano nella stanza con la forza e spingono via il dottore, Parrish sopraggiunge mostrando un corpo completamente infuocato e occhi rosso scarlatto.
- Guest star: JR Bourne (Chris Argent), Melissa Ponzio (Melissa McCall), Linden Ashby (Sceriffo Stilinski), Ryan Kelley (Jordan Parrish), Cody Christian (Theo Raeken), Khylin Rhambo (Mason Hewitt), Susan Walters (Natalie Martin), Kelsey Chow (Tracy Stewart), Steven Brand (Dr. Gabriel Valack), Victoria Moroles (Hayden Romero), Todd Williams (Dr. Geyer), Michael Johnston (Corey Bryant), John Posey (Dr. Conrad Fenris), Benita Robledo (Valerie Clark), Henry Zaga (Josh), Jordan Fisher (Noah Patrick).
- Ascolti USA: telespettatori 1 112 000[12]

## Damnatio memoriae
- Titolo originale: Damnatio Memoriae
- Diretto da: Tim Andrew
- Scritto da: Brian Sieve

### Trama
Hayden e Liam sono attaccati da una creatura enorme e mostruosa, che Scott riconosce successivamente come l'Ultima Chimera dei Dottori del Terrore. Scott e Stiles si riconciliano e indagano sulla creatura, mentre Theo inizia ad allenare i membri del suo nuovo branco. Malia e Braedan scoprono che la Lupa del Deserto ha in ostaggio Deaton e si sta dirigendo a Beacon Hills. Lydia, in stato catatonico, si ritrova in un limbo con Meredith che le promette di aiutarla a padroneggiare i suoi poteri da Banshee. Scott e Stiles deducono che la creatura è stata ricreata dai Dottori e che devono riunire il branco per sconfiggerla. Chris Argent visita Gerard e lo guarisce grazie a una pianta per ottenere delle informazioni riguardo all'Ultima Chimera. Gerard  rivela che la creatura è la Bête du Gévaudan. Kira e sua madre vanno nel New Messico per incontrarsi con un gruppo di Skinwalkers, una sorta di indigeni resuscitati. Questi devono mettere alla prova Kira per verificare quanto è controllata dalla sua volpe interiore.
- Guest star: JR Bourne (Chris Argent), Linden Ashby (Sceriffo Stilinski), Ryan Kelley (Jordan Parrish), Tamlyn Tomita (Noshiko Yukimura), Cody Christian (Theo Raeken), Khylin Rhambo (Mason Hewitt), Kelsey Chow (Tracy Stewart), Victoria Moroles (Hayden Romero), Michael Johnston (Corey Bryant), Meagan Tandy (Braeden), Michael Hogan (Gerard Argent), Maya Eshet (Meredith Walker), Benita Robledo (Valerie Clark), Henry Zaga (Josh), Tiffany Phillips (Mutaforma 1), Emily Alabi (Mutaforma 2), Tonantzin Carmelo (Notte Oscura), Aaron Thornton (Agente Strauss), Art Kulik (Kassian), Andrew Thacher (Tecnico di reti).
- Ascolti USA: telespettatori 930 000[13]

## La prova
- Titolo originale: Codominance
- Diretto da: Jennifer Lynch
- Scritto da: Will Wallace

### Trama
Theo rivela che i Dottori del Terrore vogliono far ricordare alla Bestia chi era in passato, per liberare tutto il suo potenziale. Gli Skinwalkers mettono alla prova Kira, dicendo che se fallirà diventerà una di loro. Nel frattempo, Scott e Stiles vanno alla ricerca della ragazza, riconciliandosi; lungo la strada, Scott deduce che Malia vuole uccidere sua madre, la Lupa del Deserto. A Eichen House, Meredith continua a insegnare a Lydia come dominare i suoi poteri da Banshee. La prova di Kira inizia e consiste nello sconfiggere un Oni. Durante il combattimento la volpe prende il sopravvento su di lei, facendole fallire la prova. Gli Skinwalkers tentano di costringerla a rimanere, ma arrivano Scott e Stiles che la portano via con Noshiko. Kira e Scott si riuniscono mentre tornano a casa. Liam e Mason rivelano a Scott che Theo sta cercando un Alpha cieco, e il ragazzo capisce si tratta di Deucalion.
- Guest star: Tamlyn Tomita (Noshiko Yukimura), Cody Christian (Theo Raeken), Khylin Rhambo (Mason Hewitt), Kelsey Chow (Tracy Stewart), Victoria Moroles (Hayden Romero), Michael Johnston (Corey Bryant), Maya Eshet (Meredith Walker), Michelle Clunie (Signora Finch), Tiffany Phillips (Mutaforma 1), Emily Alabi (Mutaforma 2), Tonantzin Carmelo (Notte Oscura).
- Ascolti USA: telespettatori 906 000[14]

## Riunire il branco
- Titolo originale: The Sword and the Spirit
- Diretto da: Kate Eastridge
- Scritto da: Angela L. Harvey

### Trama
Chris e Gerald trovano nelle fogne dei cadaveri vittime della Bestia. Scott e Liam scoprono la falda sotterranea dei medici dove si incontrano con Chris e Gerald. I quattro, poi, scoprono un affresco raffigurante la Bestia durante uno scontro con il segugio infernale. Gerald e Chris aiutano Parrish a scoprire la sua vera natura. Malia, Braeden e Theo trovano Deaton, ma Theo consegna Malia alla Lupa del Deserto in cambio degli artigli di Belasko. La Lupa vuole uccidere Malia perché, nascendo, le ha preso parte dei poteri e vuole riprenderseli. In quel momento arriva la Bestia; Malia, Braeden e Deaton fuggono e la Lupa del Deserto si dilegua. Lydia ottiene il pieno controllo dei suoi poteri da Banshee e tenta di scappare, ma viene fermata. Theo e il suo branco hanno catturato Deucalion, ora tornato cieco; quest'ultimo capisce che Theo vuole il suo aiuto per rintracciare la Bestia e rubargli i poteri, e chiede in cambio gli occhi di Scott. Scott, intanto, riunisce il suo branco e inizia a pianificare con i compagni il salvataggio di Lydia.
- Guest star: JR Bourne (Chris Argent), Linden Ashby (Sceriffo Stilinski), Seth Gilliam (Alan Deaton), Ryan Kelley (Jordan Parrish), Tom T. Choi (Ken Yukimura), Cody Christian (Theo Raeken), Susan Walters (Natalie Martin), Gideon Emery (Deucalion), Marisol Nichols (Corinne, la Lupa del Deserto), Kelsey Chow (Tracy Stewart), Meagan Tandy (Braeden), Michael Hogan (Gerard Argent), Maya Eshet (Meredith Walker), Henry Zaga (Josh), Aaron Thornton (Agente Strauss).
- Ascolti USA: telespettatori 916 000[15]

## La fuga
- Titolo originale: Amplification
- Diretto da: Russell Mulcahy
- Scritto da: Lindsay Jewett Sturman

### Trama
Scott e Stiles, dopo aver riunito quasi tutto il branco, vogliono con loro anche l'amata Lydia.
Stiles che conosce bene Eichen house realizza un piano nei minimi dettagli, dove tutti hanno un ruolo fondamentale: Kira deve assorbire l'energia dell'edificio per creare un riavvio, Malia la dovrà aiutare, Parrish dovrà portare Stiles, Liam e Scott nell'obitorio, essi dovranno raggiungere le porte elettroniche nelle quali solo Stiles potrà passare perché immune al frassino.
Una volta arrivato nella stanza di Lydia la porteranno via... tutto questo in 15 minuti.
(Lydia deve essere salvata dagli esperimenti del professore che vuole procurargli un buco in testa per ampliare le sue capacità di Banshee, inconsapevole però che essa come Banshee ha già delle capacità superiori alle altre e che quel buco in testa sarebbe fatale a lei e a tutte le persone che le stanno intorno).
Questo piano però, non andrà come previsto e Scott metterà ancora in mostra la sua forza da vero Alfa, insieme al suo beta Liam, che con la sua rabbia si prospetta un fortissimo lupo mannaro.
Ma il branco di Scott non è l'unico che si è introdotto ad Eichen House... anche il branco di chimere di Theo cerca Lydia, o meglio, il segugio infernale.
- Guest star: Melissa Ponzio (Melissa McCall), Linden Ashby (Sceriffo Stilinski), Seth Gilliam (Alan Deaton), Ryan Kelley (Jordan Parrish), Cody Christian (Theo Raeken), Susan Walters (Natalie Martin), Gideon Emery (Deucalion), Kelsey Chow (Tracy Stewart), Steven Brand (Gabriel Valack), Victoria Moroles (Hayden Romero), Michael Johnston (Corey Bryant), Benita Robledo (Valerie Clark), Henry Zaga (Josh), Aaron Thornton (Agente Strauss).
- Ascolti USA: telespettatori 971 000[16]

## L'abilità di mentire
- Titolo originale: Lie Ability
- Diretto da: Russell Mulcahy
- Scritto da: Eric Wallace

### Trama
Parrish sconfigge facilmente Tracy, Josh e Corey, ma Theo lo ferma impalandolo; nel frattempo Valack riesce a fuggire portando con sé Lydia, inseguito da Stiles e Theo. Scott e Liam trovano Meredith, la quale informa loro che Parrish può trovare Lydia. Kira comincia a perdere il controllo dei suoi poteri, ma viene aiutata da Josh che assorbe la sua elettricità; in cambio Malia aiuta Corey a guarire dalle ferite inflitte dal segugio infernale. Valack vuole aumentare i poteri di Lydia per farsi rivelare la vera identità della Bestia, e cerca di metterle un casco di un Dottore del Terrore; la ragazza, però, perde il controllo e lancia un urlo che uccide Valack. Stiles e Theo salvano Lydia e vengono raggiunti da Scott e Liam, grazie a Parrish che, sotto forma di segugio infernale, ha bruciato il frassino attraverso i muri. Lydia comincia a strillare rischiando di uccidere gli amici, ma Parrish interviene e la ferma in tempo. Mason e Hayden ripistinano la corrente a Eichen House, permettendo al gruppo di scappare. Subito dopo Lydia viene portata da Deaton, che la guarisce. Theo, con il casco del Dottore del Terrore trovato alla Eichen house in mano, vuole scoprire lui stesso chi è la bestia.
- Guest star: Seth Gilliam (Alan Deaton), Ryan Kelley (Jordan Parrish), Cody Christian (Theo Raeken), Khylin Rhambo (Mason Hewitt), Susan Walters (Natalie Martin), Gideon Emery (Deucalion), Kelsey Chow (Tracy Stewart), Steven Brand (Gabriel Valack), Victoria Moroles (Hayden Romero), Michael Johnston (Corey Bryant), Maya Eshet (Meredith Walker), Henry Zaga (Josh).
- Ascolti USA: telespettatori 883 000[17]

## La partita di beneficenza
- Titolo originale: A Credible Threat
- Diretto da: Tim Andrew
- Scritto da: Jeff Davis

### Trama
Parrish combatte la Bestia a scuola, ma perde, mentre la Bestia diventa più forte. Mason deduce che i Dottori del Terrore stanno usando segnali radio ad alta frequenza per richiamare la Bestia e il branco capisce che potrebbe apparire durante la partita di beneficenza di lacrosse in arrivo. Scott e Stiles trovano Bobby Finstock in riabilitazione, e lo convincono a ritornare in campo come coach, pensando di fargli annullare la partita; tuttavia, Finstock si rifiuta di farlo e il gioco ha inizio. Scott convince Brett e sua sorella Lori ad aiutarli. Con l'aiuto di Chris, Gerard e Lydia, Parrish è in grado di accedere al suo lato da segugio infernale; la sua parte soprannaturale informa Lydia che iniziò a possedere Parrish, quando questi morì disinnescando una bomba. Durante la partita, Kira perde il controllo e ferisce diversi giocatori, prima di andarsene. Uccide quasi Lori, ma Scott la ferma. Mason e Corey cercano la forma umana della Bestia durante la partita. Nel frattempo, Malia disattiva le antenne trasmittenti, ma viene interrotta dal Lupo del deserto e inizia la trasmissione delle notizie. La Bestia appare immediatamente, e affronta Liam prima di andare su tutte le furie attraversando il liceo.
- Guest star: JR Bourne (Chris Argent), Melissa Ponzio (Melissa McCall), Linden Ashby (Sceriffo Stilinski), Orny Adams (Bobby Finstock), Ryan Kelley (Jordan Parrish), Khylin Rhambo (Mason Hewitt), Marisol Nichols (Corinne, la Lupa del Deserto), Victoria Moroles (Hayden Romero), Michael Johnston (Corey Bryant), Meagan Tandy (Braeden), Michael Hogan (Gerard Argent), Cody Saintgnue (Brett Talbot).
- Ascolti USA: telespettatori 974 000[18]

## Il mistero rivelato
- Titolo originale: Maid of Gevaudan
- Diretto da: Joseph P. Genier
- Scritto da: Jeff Davis

### Trama
La puntata si alterna con scene del presente e del passato, i flashback sono ambientati nell'america del nord, nel territorio francese durante il 1760 dove Marie-Jeanne Valet è a caccia della Bestia che sta terrorizzando il paese. Nel presente è Gerard Argent che racconta la storia della ragazza a Lydia, mentre Scott a scuola combatte contro la Bestia trovando molte difficoltà. Nel frattempo Malia è preoccupata che la madre possa far del male a Stiles e chiede aiuto a Braeden. Marie-Jeanne scopre che la Bestia è suo fratello e, tre anni dopo, lo affronta e lo uccide grazie ad una lancia forgiata in argento, aconito e frassino, inoltre Marie-Jeanne e il resto del Paese condannano Sebastian alla Damnatio Memoriae.Ad ucciderlo l'aveva aiutata un ragazzo che alla fine sposerà. Quello che scopriamo alla fine è che sposando quel ragazzo, Marie Jaenne prese il suo cognome ovvero Argent, diventando così la prima Argent a cacciare i lupi mannari. A scuola Scott, Braeden, Malia e Liam riescono ad allontanare la Bestia ferendolo, Scott però ha sentito il suo odore e, finalmente, trova le scarpe insanguinate nel bagagliaio dell'auto di Mason che non ricorda niente. Corey per non far catturare Mason lo rende invisibile e scappano insieme.
- Special guest star: Crystal Reed (Marie-Jeanne Valet).
- Guest star: JR Bourne (Chris Argent), Ryan Kelley (Jordan Parrish), Khylin Rhambo (Mason Hewitt), Victoria Moroles (Hayden Romero), Michael Johnston (Corey Bryant), Meagan Tandy (Braeden), Michael Hogan (Gerard Argent), Gilles Marini (Sebastien Valet), Lachlan Buchanan (Henri), Daniel Bonjour (Marcel), Lili Bordan (Colette), Neil Napier (Rene), Patrick Gorman (Tolbert).
- Ascolti USA: telespettatori 760 000[19]

## La bestia di Beacon Hills
- Titolo originale: The Beast of Beacon Hills
- Diretto da: Tim Andrew
- Scritto da: Eric Wallace

### Trama
Mason viene rapito dai Dottori del Terrore. Lydia e lo sceriffo Stilinski persuadono Parrish a rimanere a Beacon Hills e combattere la Bestia. Deucalion rivela a Theo che sarebbe potuto fuggire in qualsiasi momento, e che vuole aiutarlo; subito dopo, Theo uccide Josh per poter assorbire il suo potere e indossare il casco dei Dottori del Terrore per scoprire l'identità della Bestia; tuttavia non vede Mason. Scott, Liam e Theo si riuniscono e trovano Mason nel nascondiglio dei dottori, ma si ritrovano faccia a faccia con loro. Malia e Braedan affrontano la Lupa del Deserto nei pressi della casa di Scott, dove la sicaria la intrappola in casa con del frassino. Kira torna nel deserto e chiede aiuto alle Skinwalkers. I dottori sconfiggono facilmente i licantropi, ma Mason si trasforma nella Bestia. Questa uccide due dottori, finché non intervengono Parrish, Chris e Gerard. La Bestia torna in forma umana, diventando però Sebastien invece che Mason.
- Guest star: JR Bourne (Chris Argent), Melissa Ponzio (Melissa McCall), Linden Ashby (Sceriffo Stilinski), Ryan Kelley (Jordan Parrish), Tom T. Choi (Ken Yukimura), Cody Christian (Theo Raeken), Khylin Rhambo (Mason Hewitt), Gideon Emery (Deucalion), Marisol Nichols (Corinne, la Lupa del Deserto), Kelsey Chow (Tracy Stewart), Victoria Moroles (Hayden Romero), Michael Johnston (Corey Bryant), Meagan Tandy (Braeden), Michael Hogan (Gerard Argent), Gilles Marini (Sebastien Valet), Henry Zaga (Josh), Tiffany Phillips (Mutaforma 1), Emily Alabi (Mutaforma 2), Tonantzin Carmelo (Notte Oscura).
- Ascolti USA: telespettatori 905 000[20]

## Insieme per sempre
- Titolo originale: Apotheosis
- Diretto da: Russell Mulcahy
- Scritto da: Jeff Davis

### Trama
Sebastien cerca la spada che, come rivela Gerard, fu usata da Marie-Jeanne per uccidere la Bestia la prima volta, ora usata come bastone da uno dei Dottori. Questo si rivela essere Marcel, vecchio amico di Sebastien, il quale muore subito dopo il loro incontro. Theo uccide anche Tracy dopo averla baciata dopo averla illusa di amarla a sua volta per prendere anche il suo potere. Sebastien si dirige alla stazione di polizia per cercare gli Argent, ferendo Lydia alla gola e rapisce Hayden, che lo conduce nel sotterraneo con l'affresco. Sebastian ferisce Hayden allo stomaco dopo che lei ha cercato di attaccarlo per scappare. Lo sceriffo Stilinski porta Lydia all'ospedale, che non è in pericolo di vita però fatica a parlare. Deaton crede che una parte di Mason sia ancora viva dentro la bestia e che se Lydia invocasse il suo nome potrebbe salvarlo. Per questa ragione Melissa, infrangendo le regole dell'ospedale, fa un'iniezione di cortisone a Lydia, dandole così la possibilità di attuare il piano di Deaton. Nel frattempo Hayden, ancora gravemente ferita, si reca alla clinica veterinaria per cercare aiuto. Scott, Liam e Lydia vanno alla ricerca di Sebastian ma vengono fermati da Theo, che paralizza Scott con il veleno di Kanima. Theo trova e attacca la bestia ma durante la lotta Deucalion, usando i sensori degli Argent, mette in fuga il mostro, rivela poi a Theo che ha sempre fatto il doppio gioco, difatti non era cieco e ha sempre lavorato con Scott. Malia usa gli artigli di Belasko per uccidere definitivamente la Lupa del Deserto. Parrish, Chris, Scott e Liam combattono Sebastien, restando svantaggiati, finché arriva Kira con Lydia, la quale urla il nome di Mason, separando il ragazzo dalla Bestia, che viene uccisa da Scott e Parrish con la picca di Marie-Jeanne. Theo tenta di attaccare il branco, ma Kira invoca sua sorella, la quale lo trascina con sé nel sottosuolo, senza che nessuno lo aiuti. Successivamente, Scott trasforma Hayden, sempre ferita gravemente, in un licantropo, affinché si ricongiunga con Liam, Stiles entra nella polizia e Kira saluta Scott per andare con gli Skinwalkers così che possano addestrarla a dominare la sua volpe interiore. Tutto sembra tornato normale, ma nel finale si vede il soggetto finale dei Dottori che si è trascinato fuori dal laboratorio.
- Guest star: JR Bourne (Chris Argent), Melissa Ponzio (Melissa McCall), Linden Ashby (Sceriffo Stilinski), Seth Gilliam (Alan Deaton), Ryan Kelley (Jordan Parrish), Cody Christian (Theo Raeken), Khylin Rhambo (Mason Hewitt), Gideon Emery (Deucalion), Marisol Nichols (Corinne, la Lupa del Deserto), Kelsey Chow (Tracy Stewart), Victoria Moroles (Hayden Romero), Michael Johnston (Corey Bryant), Meagan Tandy (Braeden), Michael Hogan (Gerard Argent), Gilles Marini (Sebastien Valet), Benita Robledo (Valerie Clark), Tiffany Phillips (Mutaforma 1), Emily Alabi (Mutaforma 2), Tonantzin Carmelo (Notte Oscura).
- Ascolti USA: telespettatori 800 000[21]